# Journal of Internal Medicine
Das Journal of Internal Medicine, abgekürzt JIM, ist eine monatlich erscheinende, begutachtete medizinische Fachzeitschrift, die sich mit dem gesamten Bereich der Inneren Medizin befasst. Sie wird vom Wiley-Blackwell-Verlag für die Association for the Publication of the Journal of Internal Medicine herausgegeben. Chefredakteur ist Ulf de Faire vom Karolinska-Institut.

## Geschichte
Die Zeitschrift wurde im Jahre 1863 von Axel Key vom Karolinska-Institut als Medicinskt Archiv begründet. Ab 1869 firmierte das Periodikum unter dem Titel Nordiskt Medicinskt Arkiv. Im Jahre 1901 wurde sie in eine internistische und eine chirurgische Sektion geteilt, bevor sie 1919 endgültig in die beiden Zeitschriften Acta Medica Scandinavica und Acta Chirurgica Scandinavica (die nach mehreren Fusionen schließlich im British Journal of Surgery aufgehen sollten) aufgeteilt wurde. Mit der Umbenennung in Journal of Internal Medicine im Jahre 1989 wurde sie zu einer internationalen Zeitschrift, die englischsprachige Manuskripte aus der ganzen Welt annimmt.

## Bibliographische Informationen
Das Journal of Internal Medicine ist indexiert in: MEDLINE, PubMed, SCOPUS, CINAHL, Current Contents, EMBASE, Science Citation Index, Tropical Diseases Bulletin und weiteren Indices. Nach den Journal Citation Reports hat die Zeitschrift einen Impact-Faktor von 6,871. Sie hat damit den 14. Rang von 165 Zeitschriften in der Kategorie „Medicine General & Internal“.